# Roflumilast
Roflumilast (tên thương mại Daxas, Daliresp) là một loại thuốc hoạt động như một chất ức chế enzyme phosphodiesterase-4 chọn lọc, tác dụng dài (PDE-4). Nó có tác dụng chống viêm và được sử dụng như một loại thuốc dùng để điều trị các tình trạng viêm của phổi như bệnh phổi tắc nghẽn mạn tính (COPD).
Vào tháng 6 năm 2010, nó đã được phê duyệt tại EU cho bệnh COPD nặng liên quan đến viêm phế quản mãn tính. Vào tháng 3 năm 2011, nó đã được FDA chấp thuận tại Hoa Kỳ để giảm các đợt cấp của COPD.

## Sử dụng trong y tế
Sử dụng lâm sàng chính của nó là trong việc ngăn chặn các đợt trầm trọng (tấn công phổi) trong COPD nặng.

## Tác dụng phụ
Các tác dụng phụ thường gặp (tỷ lệ 1-10%) bao gồm:
- Bệnh tiêu chảy
- Giảm cân
- Buồn nôn
- Đau đầu
- Mất ngủ
- Giảm sự thèm ăn
- Đau bụng
- Viêm mũi
- Viêm xoang
- Nhiễm trùng đường tiết niệu
- Phiền muộn